# Dodge Charger R/T (concept de 1999)

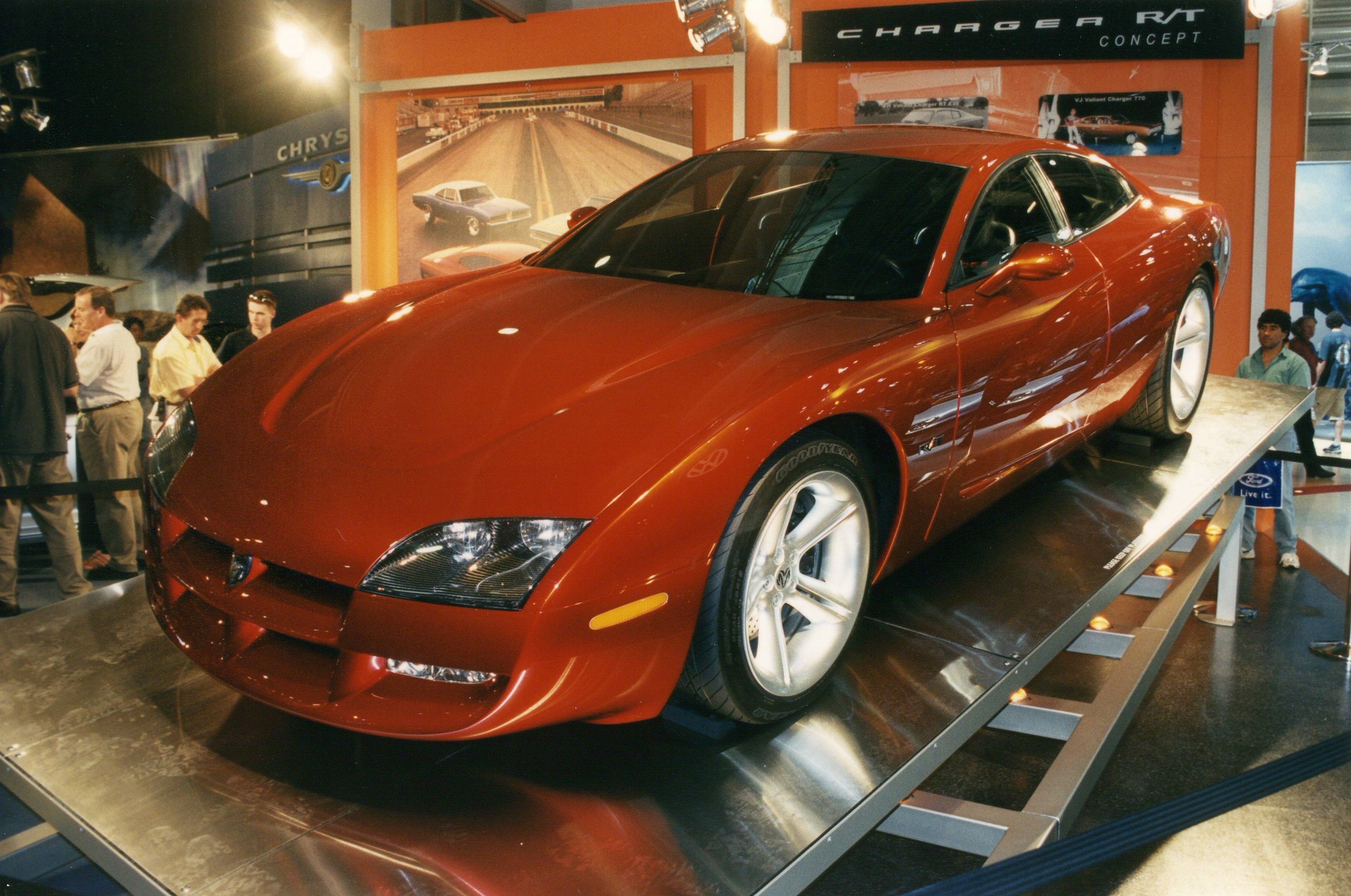
Dodge Charger R/T Concept.

La Dodge Charger R/T est un concept car fonctionnel développé en 1999 par le constructeur automobile américain Chrysler. Elle a pris de nombreux éléments de style des Charger des années 1960 (notamment la deuxième génération), mais contrairement à l'originale, elle avait quatre portes. Les concepteurs ont tenté d'incorporer les portes arrière dans le design afin qu'elles ne soient pas remarquées très facilement. La décision d'ajouter quatre portes a été prise en raison du déclin du marché des coupés sport en Amérique du Nord. Le gaz naturel comprimé était censé faire partie de la gamme des éventuelles sources de carburant.

## Historique du développement
La conception extérieure du concept a été supervisée par Tom Gale, chef du département de style de Chrysler. La décoration intérieure a été réalisée par le partenaire de design Trevor Creed. Alors que le concept car partageait le long nez et la cabine arrière de la Dodge Charger d'origine de 1966, il était globalement plus court. Elle mesurait 4 750 mm de long contre 5 156 mm pour la Charger de 1966. Elle était également plus légère, 1 361 kg contre 1 656 kg. Les autres caractéristiques de conception partagées avec la Charger de 1966 comprenaient le style "bouteille de Coca-Cola", des contreforts arrière volants, des feux arrière sur toute la longueur et des prises d'air à l'avant et sur les côtés. Le véhicule était alimenté par la technologie GNC (gaz naturel comprimé). Elle avait des écopes latérales fonctionnelles, et l'échappement central chromé rappelait un peu la Dodge Viper. Le concept avait des extracteurs d'air fonctionnels sculptés dans son carénage arrière. Elle utilisait un nouveau système de réservoir de stockage pour offrir une autonomie de 480 km sans compromettre l'espace de stockage dans le coffre.
L'intérieur de la voiture comportait des sièges baquets pour les quatre occupants, une console centrale sur toute la longueur du tableau de bord, un volant à trois branches inspiré des voitures de course NASCAR et des jauges de style rotatif. L'intérieur était recouvert de cuir noir et rouge et avait une garniture en fibre de carbone. La console centrale ainsi que l'arrière des sièges avaient des parties métalliques exposées.
Les cylindres, ou cellules de pression, à l'intérieur du réservoir de stockage en fibre de verre étaient doublés d'un thermoplastique High Density PolyurEthane (HDPE) imperméable aux gaz et enveloppés dans un mélange hybride de carbone haute résistance et de filaments de verre ultra-résistants enroulés avec une résine époxy. Les cylindres ont été déposés dans une caisse à œufs en mousse pour absorber les chocs. Ils ont été conçus pour être solides mais légers, résistants aux dommages environnementaux, fiables et durables. Le carburant pouvait être stocké sous une pression de 248 bars. La voiture était propulsée par un moteur V8 suralimenté de 4 736 cm3 avec 2 soupapes par cylindre et une seule came en tête, d'une puissance de 330 ch (242 kW) à 6 000 tr/min. Le moteur était couplé à une transmission manuelle à cinq vitesses. Il s'agissait de la première voiture à traction arrière construite sur la plate-forme LH de Chrysler, toutes les voitures précédentes construites sur la même plate-forme étant à traction avant. La voiture aurait accéléré de 0 à 100 km/h en 5,3 secondes.
À la suite de la fusion de Daimler Chrysler, la direction est allée dans une autre direction avec l'avenir de l'entreprise et le concept car n'a pas été mis en production. La Dodge Charger (LX) nouvellement développée n'atteindra pas la production avant l'année modèle 2006. La nouvelle Charger ne ressemblait guère au concept de 1999.
La voiture a été présentée dans le jeu vidéo Midnight Club 3: DUB Edition.